# Oldenzaal
Oldenzaal je město v Nizozemsku, v provincii Overijssel, je sídlem okresní správy a součástí regionu Twente. Leží až u německých hranic, asi 20 km jihozápadně od hlavního města provincie Zwolle. Ve městě žije přibližně 32 tisíc obyvatel.

## Historie
Roku 765 dr podle legendy přišel iro-skotský mnich a misionář sv. Plechelm a měl založit první kostel. První písemná zmínka o obci a ostatcích tohoto světce je z roku 954 v listině utrechtského biskupa Baldericha. Roku 1045 císař Jindřich III. udělil obci tržní právo. Roku 1249 Oldenzaal získal také městská práva, byl se členem hanzy jako pobočka města Deventer. Roku 1597 Jan Mořic Nasavsko-Siegenský potlačil náboženskou reformaci a město zůstalo převážně katolické. Jeho rozkvět trval až do konce hanzy, a opět s nástupem textilního průmyslu.

## Doprava
Územím města prochází dálnice A1 z Amsterdamu do Německa a železniční trať Amsterdam/Utrecht – Meppel – Groningen/Leeuwarden. Nejbližší železničními spojení vede do měst Hengelo a Bad Bentheim.

## Památky

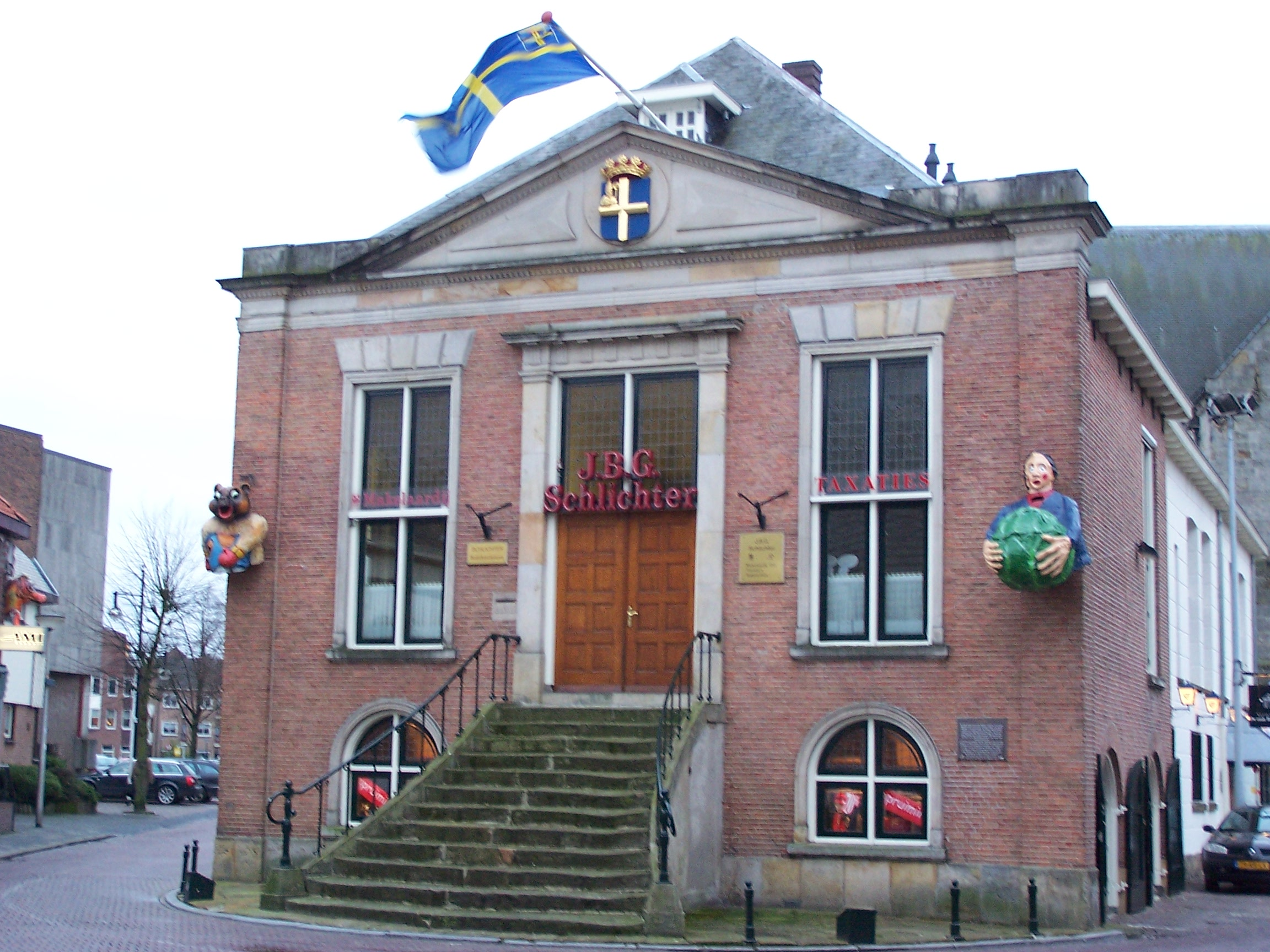
Budova staré radnice

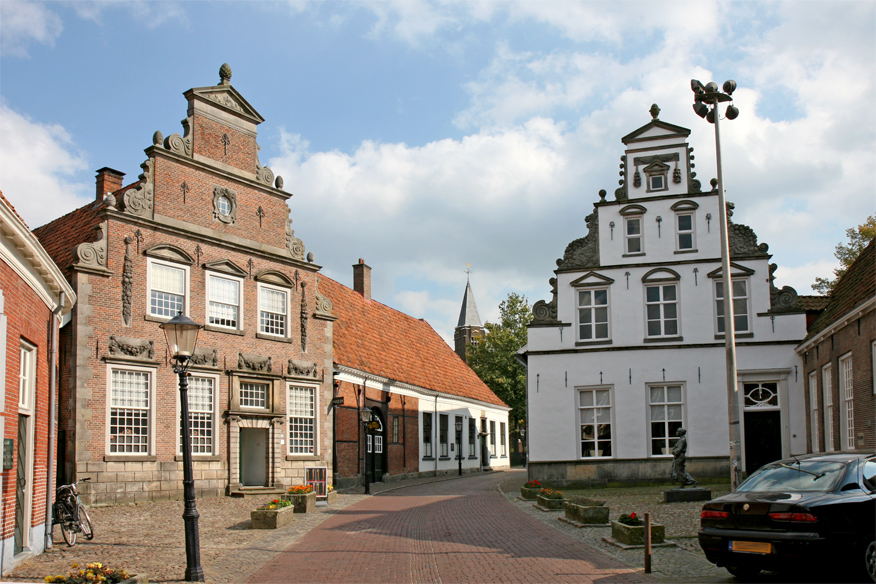
Paltehuis (vlevo) a Michgoriushuis

- Stará radnice – historická budova na tržišti z období hanzy
- Bazilika svatého Plechelma (Sint Plechelmus Baziliek) – románský kostel na půdorysu kříže, postavený ve 12.–14. století z bertheimského pískovce, zasvěcený irskému mnichu a misionáři Nizozemí Plechelmovi z 8. století; zvonice patří k největším v Evropě, má zvonkohru o 48 zvonech ovládanou klaviaturou, k běžnému zvonění slouží 6 největších zvonů (Maria z roku 1493, ostatní z let 1920–1928); v interiéru vyniká barokní kazatelna s dřevěnými sochami církevních učitelů a archanděla Michaela na stříšce; římskokatolický chrám má statut baziliky minor pod správou Utrechtské diecéze
- Paltehuis – pozdně gotický měšťanský dům  v Tržní ulici, nyní sídlo muzea
- Michgoriushuis – renesanční měšťanský dům v Tržní ulici 10
- zámek a park s jezerem a pavilónem z 19. století

## Festivity
Oldenzaal je známý karnevalovými slavnostmi. Během hlavního karnevalového víkendu se v průvodu předvádí početné alegorické vozy, přijíždí přes 100 000 diváků.

## Osobnosti města
- Balderic z Utrechtu (897–975), biskup v Utrechtu, zakladatel církevní správy
- Zoraya Ter Beek (1995–2024), advokátka, autistka, bojovnice za eutanasii a plnoprávnost duševně a tělesně postižených